# 결합 대수
추상대수학에서 결합 대수(結合代數, 영어: associative algebra)는 결합 법칙을 만족시키는 대수이다. 즉, 가군과 유사환의 구조를 동시에 갖춘 대수 구조이다. 가군이 아벨 군을 일반화하는 것처럼, 단위 결합 대수는 환을 일반화한다.

## 정의

### 유사 결합 대수
가환 유사환 {\displaystyle R} 위의 유사 결합 대수(영어: (possibly) non-unital associative algebra) {\displaystyle (M,0,+,\{r\cdot \}_{r\in R},*)}는 다음과 같은 데이터로 구성된 대수 구조이다.
- {\displaystyle (M,0,+,\{r\cdot \}_{r\in R})}는 {\displaystyle R}의 가군을 이룬다.
- {\displaystyle (M,0,+,*)}은 유사환을 이룬다.

이는 다음과 같은 추가 공리를 만족시켜야 한다.
- 모든 {\displaystyle r\in R} 및 {\displaystyle m,n\in M}에 대하여, {\displaystyle r\cdot (m*n)=(r\cdot m)*n=m*(r\cdot n)}

이는 유사환의 준동형 {\displaystyle R\to Z(M)}과 같다. 여기서 {\displaystyle Z(M)=\{z\in M\colon m*z=z*m\}}은 {\displaystyle M}의 중심이다.
유사 결합 대수의 준동형은 {\displaystyle (0,+,\{r\cdot \}_{r\in R},*)}를 보존시키는 함수이다. 즉, 가군의 준동형이자 유사환의 준동형을 이루는 함수이다. 유사 결합 대수와 유사 대수 준동형의 범주를 {\displaystyle R{\text{-nuAssoc}}}이라고 하자.

### 결합 대수
가환환 {\displaystyle R} 위의 (단위) 결합 대수(單位結合代數, 영어: (unital) associative algebra) {\displaystyle (M,0,+,\{r\cdot \}_{r\in R},*,1)}는 다음과 같은 데이터로 구성된 대수 구조이다.
- {\displaystyle (M,0,+,\{r\cdot \}_{r\in R},*)}는 {\displaystyle R} 위의 유사 결합 대수를 이룬다.
- {\displaystyle (M,0,1,+,*)}은 환을 이룬다.

이는 환 준동형 {\displaystyle R\to Z(M)}과 같다. 여기서 {\displaystyle Z(M)=\{z\in M\colon m*z=z*m\}}은 {\displaystyle M}의 중심이다.
결합 대수의 준동형은 {\displaystyle (0,1,+,\{r\cdot \}_{r\in R},*)}를 보존시키는 함수이다. 즉, 가군의 준동형이자 환 준동형을 이루는 함수이다. 이들은 유사 결합 대수의 준동형 가운데, 단위원을 추가로 보존하는 것들이다. 결합 대수와 결합 대수 준동형의 범주를 {\displaystyle R{\text{-Assoc}}}이라고 하자.

### 가환 대수
가환환 {\displaystyle R} 위의 결합 대수 가운데, 가환환인 것을 가환 대수(영어: commutative algebra)라고 한다. {\displaystyle R} 위의 단위 가환 대수 {\displaystyle M}은 가환환 준동형 {\displaystyle R\to M}과 같다.

## 성질
결합 대수의 모임과 유사 결합 대수의 모임 둘 다 대수 구조 다양체를 이루며, 이에 따라 곱 · 쌍대곱 · 시작 대상 · 끝 대상의 존재를 알 수 있다.
| 구조      | 유사 결합 대수     | 결합 대수               |
| --------- | ------------------ | ----------------------- |
| 시작 대상 | 영가군             | {\displaystyle R}       |
| 끝 대상   | 영가군             | 영가군                  |
| 곱        | 유사환으로서의 곱  | (유사)환으로서의 곱     |
| 쌍대곱    | 결합 대수의 자유곱 | 단위 결합 대수의 자유곱 |

즉, 유사 결합 대수의 범주는 영 대상을 가지지만, 결합 대수의 경우는 시작 대상과 끝 대상이 서로 다르다. 두 범주에서 곱은 서로 같으며, 곱집합과 호환되지만, 쌍대곱은 서로 다르다.
또한, (유사) 결합 대수의 범주에는 텐서곱 {\displaystyle \otimes _{R}}이 존재하며, 이는 {\displaystyle R} 위의 가군의 텐서곱과 같다. 이에 따라 결합 대수의 범주는 대칭 모노이드 범주를 이룬다.

### 망각 함자
유사 결합 대수의 범주에서 유사환의 범주로 가는 망각 함자
{\displaystyle R{\text{-nuAssoc}}\to \operatorname {Rng} }
및 결합 대수의 범주에서 환의 범주로 가는 망각 함자
{\displaystyle R{\text{-Assoc}}\to \operatorname {Ring} }
가 존재한다. 후자의 왼쪽 수반 함자는 {\displaystyle S\mapsto R\otimes _{\mathbb {Z} }S}이다.
또한, 결합 대수의 범주에서 유사 결합 대수의 범주로 가는 망각 함자
{\displaystyle R{\text{-Assoc}}\to R{\text{-nuAssoc}}}
가 존재한다. 이 함자의 왼쪽 수반 함자는
단위원이 없는 유사 결합 대수 {\displaystyle A}를
{\displaystyle A\mapsto R\oplus A}
로 대응시킨다 ({\displaystyle \oplus }는 아벨 군의 직합). 이 경우, {\displaystyle R\oplus A} 위의 연산은 다음과 같다.
{\displaystyle s\cdot (r,a)=(sr,s\cdot a)}
{\displaystyle (r,a)*(s,b)=(rs,s\cdot a,r\cdot b,a*b)}

## 분류
복소수체 위의 5차원 이하의 (유사) 결합 대수는 모두 완전히 분류되었다.

### 3차원 이하 복소수 결합 대수
{\displaystyle \mathbb {C} } 위의 1차원 결합 대수는 {\displaystyle \mathbb {C} } 자체 밖에 없다. {\displaystyle \mathbb {C} } 위의 2차원 단위 결합 대수는 두 개가 있으며, 다음과 같다.
{\displaystyle \mathbb {C} [x]/(x^{2}-1)}
{\displaystyle \mathbb {C} [x]/(x^{2})}
둘 다 가환 대수이므로, 대수기하학적으로 해석할 수 있다. 대수기하학적으로, 전자는 두 개의 닫힌 점 {\displaystyle \pm 1}으로 구성되어 있으며, 후자는 (축소환이 아니므로) 원점을 닫힌 점으로 하는 비축소 스킴이다. 이 둘은 각각 1차원 복소수 벡터 공간 위의 비퇴화 이차 형식 · 퇴화 이차 형식에 대한 클리퍼드 대수이다.
{\displaystyle \mathbb {C} } 위의 3차원 결합 대수는 다섯 개가 있으며, 다음과 같다.
{\displaystyle \mathbb {C} [x,y]/(x^{2}-x,y^{2}-y,xy)}
{\displaystyle \mathbb {C} [x,y]/(x^{2}-x,y^{2},xy)}
{\displaystyle \mathbb {C} [x,y]/(x^{2},y^{2},xy)}
{\displaystyle \mathbb {C} [x]/(x^{4})}
{\displaystyle \mathbb {C} \langle x,y\rangle /\left(x^{2}-1,y^{2},(x-1)y,y(x-1)\right)}
이 가운데 처음 네 개는 가환 대수이며, 마지막 하나는 비가환 대수이다.

## 예

### 환론
특별한 가환환 위의 (유사) 결합 대수는 다음과 같은 특별한 이름이 있다.
| 가환환 {\displaystyle R}            | {\displaystyle R} 위의 유사 결합 대수                                    | {\displaystyle R} 위의 결합 대수     |
| ----------------------------------- | ------------------------------------------------------------------------ | ------------------------------------ |
| 정수환 {\displaystyle \mathbb {Z} } | 유사환                                                                   | 환                                   |
| {\displaystyle \mathbb {Z} /(n)}    | 표수가 {\displaystyle n}의 약수인 유사환 ({\displaystyle ns=0\forall s}) | 표수가 {\displaystyle n}의 약수인 환 |

모든 환 {\displaystyle S}는 스스로의 중심 {\displaystyle Z(S)\{r\in S\colon rs=sr\forall s\in S\}}에 대한 결합 대수를 이룬다. 또한, 임의의 가환환 {\displaystyle R}에 대하여 환 준동형 {\displaystyle R\to Z(S)}가 주어졌다면, {\displaystyle S}는 {\displaystyle R} 위의 결합 대수를 이룬다. 특히, 가환환의 준동형 {\displaystyle R\to S}가 주어졌다면, {\displaystyle S}는 {\displaystyle R} 위의 가환 결합 대수를 이룬다.

### 추가 구조를 갖는 대수
리 대수의 보편 포락 대수는 결합 대수이다. 마찬가지로, 클리퍼드 대수나 외대수는 결합 대수이다.
복소수체 {\displaystyle \mathbb {C} }와 사원수 대수 {\displaystyle \mathbb {H} }는 실수 위의 결합 대수이다. 복소수체에서 사원수 대수로 가는 포함 관계 {\displaystyle a+bi\subseteq \{a+bi+cj+dk\}}를 잡으면, 사원수 대수는 복소수체 위의 결합 대수를 이룬다.

### 함수 대수
{\displaystyle R}가 위상환이라고 하자. 위상 공간 {\displaystyle X} 위의 연속 함수 {\displaystyle {\mathcal {C}}(X;R)}의 집합은 자연스럽게 {\displaystyle R} 위의 결합 대수의 구조가 존재한다.
{\displaystyle r\cdot f\colon x\mapsto r\cdot f(x)}
{\displaystyle f*g\colon x\mapsto f(x)\cdot g(x)}
{\displaystyle 0\colon x\mapsto 0_{R}}
{\displaystyle 1\colon x\mapsto 1_{R}}
마찬가지로, 매끄러운 다양체 {\displaystyle M} 위의 매끄러운 함수의 집합 {\displaystyle {\mathcal {C}}^{\infty }(M;\mathbb {R} )}은 실수체 위의 결합 대수의 구조를 가진다.

## 같이 보기
- 자유 단위 결합 대수
- 리 대수